# Slinge (Rotterdam)

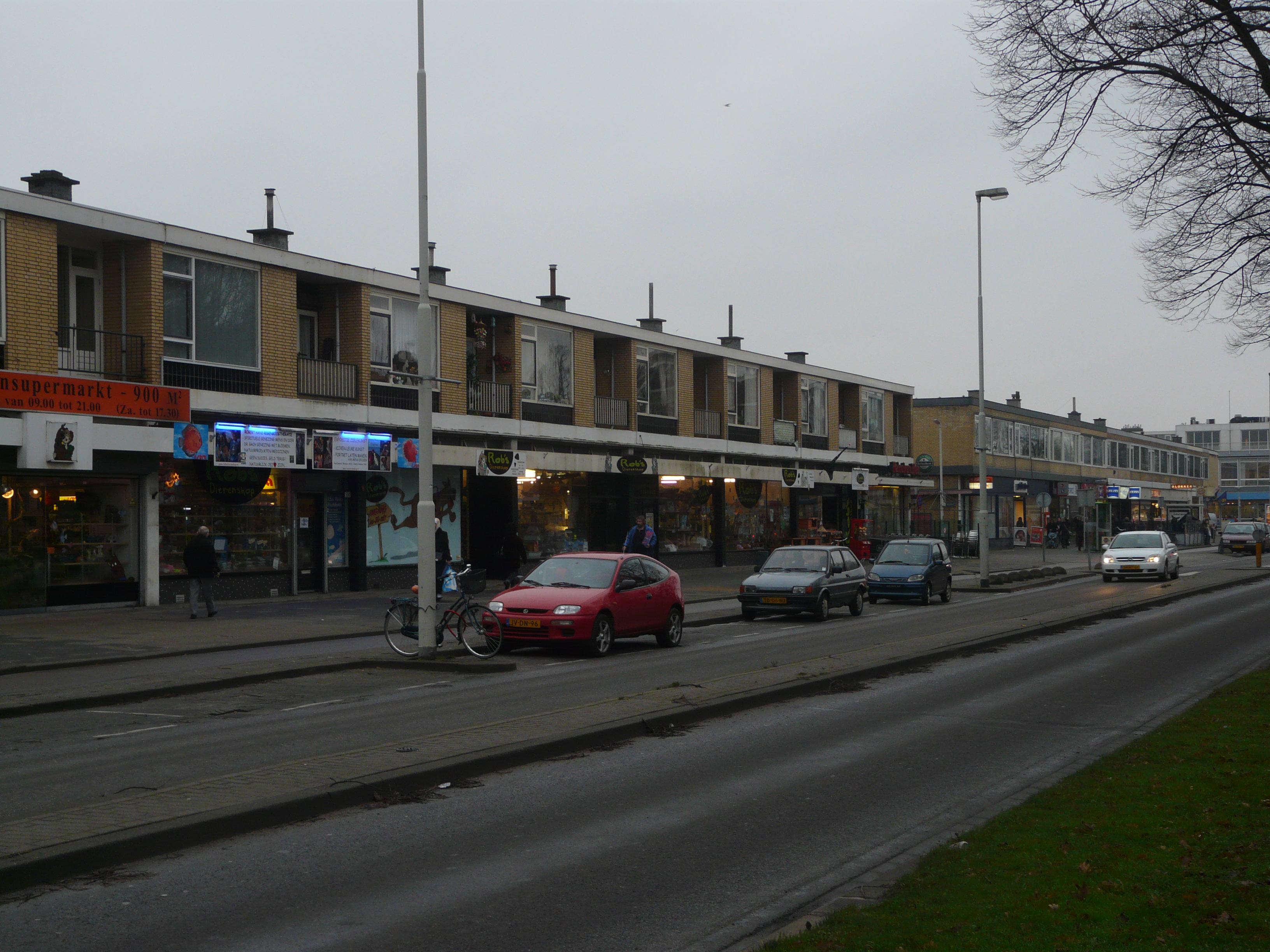
Slinge bij Pendrecht

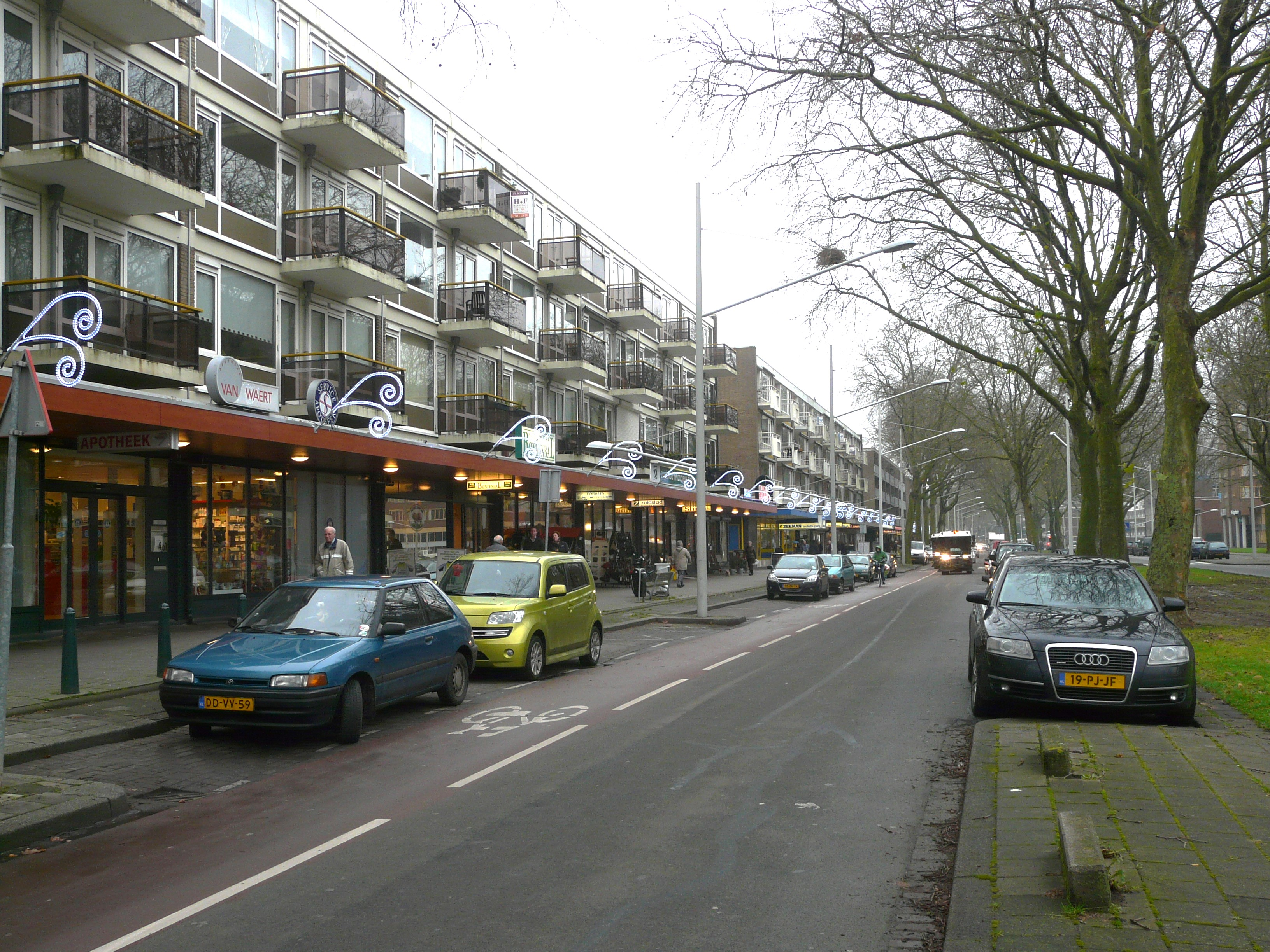
Slinge bij Zuidwijk

De Slinge is de centrale as van de Rotterdamse wijken Zuidwijk en Pendrecht. De Slinge is bijna 3,5 kilometer lang en loopt van de Groene Kruisweg in het westen naar de Dordtsestraatweg in het oosten. De huisnummering begint bij 3 bij de Dordtsestraatweg en loopt op tot 901 bij de Groene Kruisweg. De Slinge is aangelegd in de jaren vijftig. In Zuidwijk heeft de Slinge het karakter van een winkelstraat; in Pendrecht is meer woonbebouwing te vinden en zijn de winkels geconcentreerd rond het Plein 1953. De straat kreeg in 1950 zijn naam en is vernoemd naar de Groenlose Slinge, een beek in de Achterhoek.
In 1970 werd het gelijknamige metrostation Slinge geopend, waarmee Zuidwijk en Pendrecht een snelle verbinding naar het Rotterdamse centrum kregen.
Afrikaanderplein ·
Atjehstraat ·
Beijerlandselaan ·
Brede Hilledijk ·
Brielselaan ·
Boulevard Zuid ·
Charloisse Lagedijk ·
Coen Moulijnweg ·
Dordtselaan ·
Dordtsestraatweg ·
Dorpsweg ·
Goereesestraat ·
Groene Hilledijk ·
Groene Kruisweg ·
Grondherendijk ·
Katendrechtse Lagedijk ·
Kerkwervesingel ·
Kromme Zandweg ·
Laan op Zuid ·
Lange Hilleweg · 
Maastunnelplein ·
Mijnsherenlaan ·
Oldegaarde ·
Oranjeboomstraat ·
Pendrechtseweg ·
Plein 1953 ·
Pleinweg ·
Pretorialaan ·
Prins Hendrikkade ·
Riederlaan · 
Rosestraat ·
2e Rosestraat .
Slinge ·
Smeetlandsedijk · 
Stadionweg ·
Stieltjesplein ·
Stieltjesstraat ·
Strevelsweg ·
Vaanweg ·
Veerlaan ·
Vondelingenweg ·
Wilhelminakade ·
Wilhelminaplein ·
Zuiderpark ·
Zuiderparkweg ·
Zuidplein